# حشره‌خوار دم‌کوتاه آمریکایی
حشره‌خوار دم‌کوتاه آمریکایی (نام علمی: Blarina) نام یک سرده از تیره حشره‌خوار است.

## گونه‌ها
- حشره‌خوار دم‌کوتاه شمالی (B. brevicauda)
- حشره‌خوار دم‌کوتاه جنوبی (B. carolinensis)
- حشره‌خوار دم‌کوتاه الیوت (B. hylophaga)
- حشره‌خوار دم‌کوتاه اورگلیدز (B. peninsulae)